# Vela rastrera
En náutica, la vela rastrera es una vela cuadrilátera de la clase de las alas. 
La rastrera se larga con buen tiempo y viento largo por fuera de la relinga de caída del trinquete amurándola generalmente en el extremo de un botalón que para el efecto se zalla del costado.
El origen de las rastreras fue una faja de tela que se añadía a la vela mayor. Era tan larga como la relinga de la vela y a veces, se añadía otra rastrera debajo de la primera. (siglo XV) En los barcos cuyo castillo de popa era muy alteroso las llevaban en el trinquete. En el siglo XVII también iban en la vela mayor y entonces apenas empezaban a usarse las alas de gavia.